# Batalha de Corupédio
A Batalha de Corupédio (em grego transl. Kurupedion, em latim transl. Corupedium) foi a última batalha entre os Diádocos. Ocorreu em uma planície que leva seu nome, localizada na Trácia (na atual Região do Egeu, Turquia), próxima de Sardes onde em 281 a.C. Lisímaco foi derrotado e morto por Malacon, um soldado de Heracléia à serviço de  Seleuco. Durante décadas Lisímaco governou a Trácia, a Quersonésia e partes do oeste da Turquia após a Batalha de Ipso, além de invadir a Macedônia, em 285 a.C.. Já Seleuco reinou sobre uma área que cobria desde o mar Egeu até a Báctria (atual Afeganistão), além da Mesopotâmia. Embora a vitória desse o controle nominal de todo o império alexandrino a Seleuco (exceto o Egito), essa batalha não serviu para quase nada pois nesse mesmo ano foi assassinado por Ptolomeu Cerauno, perto da cidade de Lisimáquia. Com isso a Macedônia voltou a ser independente. O controle das terras a oeste da Ásia Menor fica com seu filho e sucessor Antíoco.